# Emma Cabrera Bello

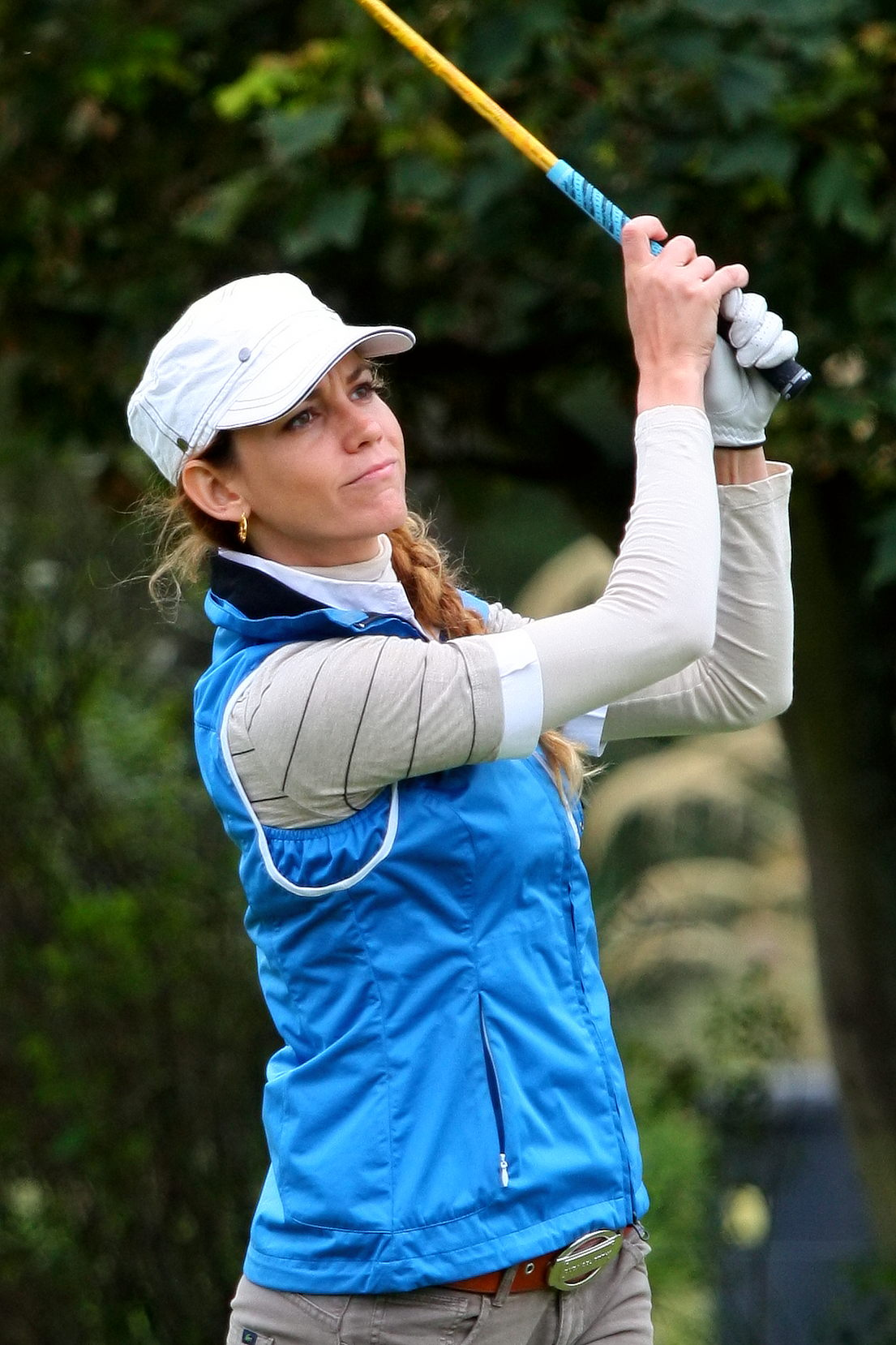
Emma Cabrera Bello

Emma Cabrera Bello (Gran Canaria, 22 november 1985) is een Spaanse golfprofessional. Ze is de jongere zuster van Rafael.
Emma is 172 cm lang en is fotomodel geweest. Ze begon met golf toen ze vijf jaar was, tegelijk met haar broer Rafael die toen zes was. Ze speelden op de Real Club de Golf de Las Palmas. Emma studeerde aan de Universiteit van Las Palmas en heeft een graad in 'Business Management and Administration'.

## Amateur
Als amateur won ze in Spanje de nationale kampioenschappen van U16, U18 en U21.

### Gewonnen
- 2001: French International Junior Championship, European Young Masters
- 2002: Ladies European Amateur Team Championship (individueel)
- 2003: European Amateur (U18)
- 2005: Finnish Masters, Ladies European Championships
- 2007: Biarritz Cup, Ladies European Championships

### Teams
- Junior Solheim Cup: 2002, 2003
- Junior Ryder Cup: 2002

## Professional
Emma werd begin 2008 professional nadat ze op de Tourschool op de 7de plaats was geëindigd. De belangen van haar en haar broer worden behartigd door RDI

### Gewonnen
Nationaal
- 2011: PGA Kampioenschap